# آرتی زن برزنجیر

{{تصویر جعبه ستاره
��
}}
آرتی زن برزنجیر یک ستاره است که در صورت فلکی آندرومدا قرار دارد.